# Федотов Павло Андрійович
Федотов Павло Андрійович (нар. 22 червня [4 липня] 1815, Москва — 14 [26] листопада 1852, Санкт-Петербург) — російський живописець і графік, академік живопису, один з родоначальників реалізму в російському живописі.

## Біографія
У 11 років був влаштований батьком в Перший Московський кадетський корпус, де завдяки хорошим здібностям і зразковій поведінці звернув на себе увагу начальства. У 1830 році був підвищений в унтер-офіцери, а в 1832-м — в фельдфебелі, і в тому ж році закінчив курс з відзнакою, причому за звичаєм його ім'я було внесено до списку на почесній мармуровій дошці в актовому залі корпусу. Його улюбленими предметами були математика і хімія, але у вільний від навчання час він любив малювати.
13 грудня 1833 — перший офіцерський чин прапорщика і направлення у лейб-гвардії Фінляндський полк. В цьому полку, що розташовувався в Санкт-Петербурзі, Федотов прослужив 10 років. Через 3-4 роки служби в полку молодий офіцер почав відвідувати вечірні уроки малювання в Академії мистецтв, де ретельно вивчав форми людського тіла, змальовуючи їх з гіпсових моделей. У вільний від служби час вправлявся вдома, малюючи акварельні та олівцеві портрети своїх товаришів по службі, сцени полкового життя і карикатури. Портрети завжди були дуже схожими, але особливо добре вивчив Федотов риси обличчя і фігуру великого князя Михайла Павловича, зображення якого, які виходили з-під його пензля, охоче купувалися продавцями картин і естампів.
Влітку 1837 року великий князь, який повернувся в Санкт-Петербург з поїздки за кордон для лікування, відвідав Красносельський табір. Всього за 3 місяці художник написав акварельну картину «Зустріч великого князя» (для написання цієї картини вперше за весь час служби Федотов отримав відпустку). Картина була показана великому князю, який подарував художнику діамантовий перстень.
Після цього художник почав картину «Освячення прапорів в Зимовому Палаці, оновленому після пожежі», але, з метою поліпшення матеріального становища, зважився показати незакінчену картину великому князю. Останній показав її своєму найяснішому братові, результатом чого було повеління: «надати автору добровільне право залишити службу і присвятити себе живопису з постійною грошовою допомогою по 100 руб. асигнаціями на місяць».
Федотов подав прохання про відставку, і 3 січня 1844 року був звільнений в чині капітана з правом носити військовий мундир. Розлучившись з еполетами, він опинився у важких життєвих умовах: на мізерну пенсію в 28 рублів 60 копійок в місяць (що дорівнювало 100 руб. асигнації) треба було утримувати себе, допомагати сім'ї, наймати натурщиків, купувати матеріали та посібники для роботи.